# Індик великий
Індик великий, індик дикий (Meleagris gallopavo) — вид птахів із підродини індикових.
Є родоначальником найпоширеніших порід свійського індика.
Дикі індики мають великі розміри, важать до 8 кг (самець). Довжина самця 100—110 см, самиці 85 см.
Ноги довгі, міцні. Верхня сторона індика буро-жовта і буро-руда, з металічним блиском, пір'я з чорними облямівками, нижня частина спини та покривне пір'я хвоста бурі із зеленими і чорними смужками. Нижня сторона від жовтувато-бурого до буро-сірого кольору. Махове пір'я чорно-буре зі світлішими смужками. Хвіст бурий з чорними хвилястими смужками. Дещо біднішим виглядає забарвлення самиці.

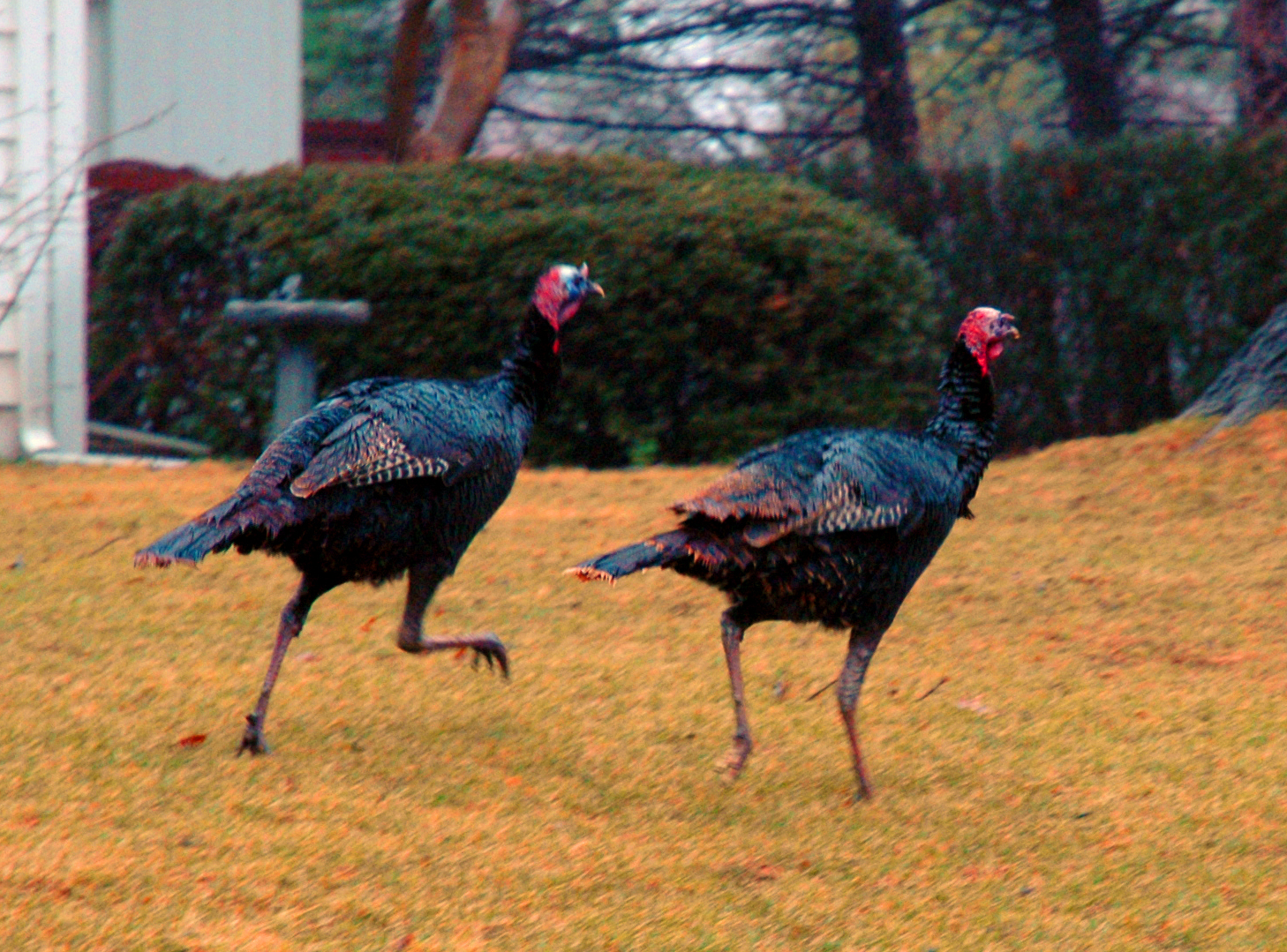
Дикі індики трапляються навіть у міській межі (Омаха, Небраска, США)

Голова і верхня половина шиї блакитні, неоперені. Голова і шия покриті м'ясистими наростами: так звані «бородавки» червоного кольору: на лобі в основі дзьоба звішується м'ясистий придаток, на горлі висить складка шкіри. Ноги червоні або фіолетові. На грудях пучок щетинистого пір'я, схожого на кінський волос.
Живиться рослинною і тваринною їжею — горіхами, жолудями, зернами й різними плодами, а також комахами. Гніздяться на землі. У квітні самиця кладе від 10 до 15 і навіть 20 яєць і самовіддано їх охороняє.
Великі індики нерідко паруються зі свійськими самицями, пташенята виходять при цьому кращої якості, ніж від свійських індиків.
Поширені на південному сході США та в Мексиці. Водяться у лісах Північної Америки.
Великий індик є об'єктом полювання, як рушничного (до самців підкрадаються на току, тобто в шлюбний період), так і пастками, останнє полегшується крайньою дурістю птаха.
М'ясо індика хоча не таке ніжне як куряче, але дуже поживне і смачне. Самиця смачніша за самця, і тому вибирають першу, щоб начиняти її каштанами і трюфелями. Старі індики придатні тільки для виварювання з них супів та бульйонів. Оскільки дикі індики харчуються жолудями, ягодами і плодами, то м'ясо їх смачніше за домашніх. М'ясо індика, зняте з кісток, готують en daube, для чого згортають м'ясо в рулет і тушать його, або готують індика начинену фаршем, фісташками й іншим.

## Класифікація
Розрізняють шість підвидів індички:
- M. g. gallopavo
- M. g. intermedia
- M. g. merriami
- M. g. mexicana
- M. g. osceola
- M. g. silvestris